# 小谷豪純
小谷 豪純（こたに ひでずみ、1978年〈昭和53年〉1月3日 - ）は、日本のミュージシャン、元俳優、政治活動家、自営業、プロダクション運営。

## 来歴
鹿児島県生まれ、大阪府大阪市育ち。戦災孤児の父を持つ。大阪市立旭陽中学校、桃山学院高等学校を経て、2000年、桃山学院大学経済学部を卒業。2003年、大阪の現状を打破すべく　
大阪市長選挙に立候補したが落選（後述）。子役時代から俳優として多数のテレビドラマに出演。大学卒業後はバンド活動をしつつ、ローソン店員として生計を立てる。2008年にロックバンド「セーリング」のボーカルとしてデビューし、2011年3月には東日本大震災応援チャリティライブを大阪市旭区で開催。2011年4月『はちのへ災害復興支援実行委員会』委員長就任。大阪府箕面市『歌謡ロック』大使なども務める。2011年10月には御堂筋kappoの音楽ステージに出演した。2009～2012年、2015年京セラドーム大阪コンサート（鹿児島ファンデー）出演。

## 政治活動
2003年、大阪市長選に最年少候補として、当時25歳で立候補（無所属）。直接民主制の導入などを掲げ、23,696票を獲得したが、候補者5人中5位で落選した。

### 当時の公約
- 財団法人・独立行政法人・外郭団体等市の税金を投入している団体を一旦全て白紙に戻し、本当に必要な組織を新たに形成する。
- 議会制民主主義を否定し将来的には市議会議員を廃止。
- 住民投票で行う完全民主主義を樹立する考えもあったようだ。
- 新聞上・選挙演説などで、生活保護の問題にも切り込み
- 国民年金や、まともに仕事やバイトしている人間より高い金を理由はどうあれ受給できる生活保護は制度を根本的に見直すべきだ。
- 少数派の意見を参考にし多数で選べば民主主義だが少数派の理論を正義とし、それを実行する事は独裁だなど攻撃的な発言も多々あり。

## 俳優時代の主な出演作品

### テレビドラマ
- 幻の光（1983年11月4日、朝日放送テレビ） - 勇一 役
- まんだら屋の良太（1986年、NHK） - 一人 役
- 純ちゃんの応援歌（1988年-1989年、NHK） - 勝 役
- いちばん太鼓（NHK） - 沢井英彦役
- 名奉行 遠山の金さん（ANB / 東映）
  - 第3シリーズ 第17話「消えた殺人者、美人の仇討!」（1990年）
  - 第6シリーズ 第20話「夫の情死を探る妻」（1994年）
- 三匹が斬るシリーズ（東映）
- 半七捕物帳（東映）
- 長七朗江戸日記（東映）
- 料理少年Kタロー（1991年、関西テレビ） - 鷲尾旭 役
- 大岡越前 第13部 第6話「泣き笑い恋の鞘当て」（1992年12月21日、TBS / C.A.L）
- ふぞろいのイレブン（1993年、関西テレビ） - 和尚 役
- 聖夜想曲（1997年、MBS）
- 新・部長刑事 アーバンポリス24（2000年、ABCテレビ）
- 「誘惑の季節」(新庄大介役）（MBS）
- 「学校の怪談」（関西テレビ）
- 「花いちばん」（読売テレビ）
- 「花らんまん」（読売テレビ）

### バラエティ
- 『ワイドYOU』（セミレギュラー）＜MBS＞
- 『ごきげん2時』＜MBS＞
- 『どっきりQ』子供ナンパシリーズ＜関西テレビ＞
- 『ランチでGo』メインMC＜八戸TV＞
- 『名探店コナモン』メインMC＜八戸TV・IBC＞
- 『必殺ミヂカル』メインMC＜八戸TV・田子CATV＞
- 『出番ですよ〜。』メインMC＜八戸TV・田子CATV＞

### CM
- 「中央引越しサービス」
- 「ジャスコ」
- 「四国電力」
- 「コクヨ」
- 「大丸」
- 「小僧寿司」
- 「ブルドックソース」
- 「バーモントジュース」
- 「大倉建設」
- 「東レカーペット」
- 「アイエス」
- 「宝塚サーカス」
- 「アーバンリゾートクラブ」
- アニメ「どてらマン」
- 「大阪ガス」

### 舞台
浪花座公演10日間主演（座長）「獅子舞ぶるーす」